# Macrocentrus sesamivorus
Macrocentrus sesamivorus är en stekelart som beskrevs av Van Achterberg 1996. Macrocentrus sesamivorus ingår i släktet Macrocentrus och familjen bracksteklar. Inga underarter finns listade i Catalogue of Life.